# Kleinkrossen
Kleinkrossen ist ein Ortsteil der Gemeinde Uhlstädt-Kirchhasel im Landkreis Saalfeld-Rudolstadt in Thüringen.

## Geschichte
Kleinkrossen liegt links der Saale nahe Uhlstädt. Gegenüber dem Fluss befindet sich Oberkrossen. Beide Orte waren bis 1922 eine Gemeinde. Sie wurden gemeinsam nach Uhlstädt eingemeindet. Die Bundesstraße 88 führt durch Uhlstädt und ist verkehrsgünstig erreichbar.
Am 3. Februar 1698 wurde der Weiler erstmals urkundlich erwähnt. Einst waren die Fischerei und Landwirtschaft Haupterwerb der Bewohner.
2011 wohnen 48 Personen im Ortsteil. Sie nutzen nunmehr den Tourismus und die Landbewirtschaftung im Verband der Gemeinde Uhlstädt-Kirchhasel.